# Louis-Marie Jamet
Louis-Marie Jamet, francoski general, * 17. oktober 1878, † 2. junij 1958.